# Спасоналивковский тупик
Спасоналивковский тупик — ныне не существующая улица в центре Москвы в районе Якиманка рядом с 1-м Спасоналивковским переулком.

## Описание
Спасоналивковский тупик отходил от 1-го Спасоналивковского (Большого Спасского) переулка. По нечётной и чётной стороне к нему примыкали здания церкви Спаса, что в Наливках, и частные владения. По адресу «Спасоналивковский тупик, д. 17» находилась детская библиотека №11, носящая имя Льва Толстого.